# Jayden Bartels
Jayden Isabel Bartels (Los Ángeles, California, 1 de noviembre de 2004) es una personalidad de las redes sociales, YouTuber, cantante y actriz estadounidense. Tiene más de 778K suscriptores en YouTube y es conocida por sus papeles en Coop & Cami Ask the World de Disney Channel y Side Hustle de Nickelodeon. También apareció en Dance Moms junto a Maddie y Mackenzie Ziegler. Saltó a la fama en el 2016 en TikTok (originalmente musical.ly), en el que tiene 8,3 millones de seguidores y más de 5.000 videos. Bartels también ha lanzado música original, incluido Alphabet (2020).

## Biografía

### Primeros años
Bartels ha estado tomando clases de teatro musical, ballet, hip hop, jazz, composición y actuación desde los ocho años. Su madre es instructora de yoga y su padre es reparador de computadoras. Al principio, sus padres se mostraron reacios a que su hija se involucrara en las redes sociales y publicara videos. En última instancia, la ayudaron en la producción de videos independientemente una vez que su carrera en musical y aumentó, con videos virales a seguir. Comenzó a hacer 12 videos por día. A la fecha octubre de 2021, Bartels recibe educación en casa para mantenerse al día con su carrera.

## Filmografía seleccionada
| Año       | Título                            | Papel          | Notas                                     |
| --------- | --------------------------------- | -------------- | ----------------------------------------- |
| 2015      | Guerras de la camarilla           | Taylor         | [ 4 ]                                     |
| 2016      | Dance Moms                        | Sí misma       | Un episodio                               |
| 2017      | It's Always Sunny in Philadelphia | Abby           | [ 5 ]                                     |
| 2017      | Nicky, Ricky, Dicky & Dawn        | Olivia         | [ 6 ]                                     |
| 2017      | Mentes criminales: sin fronteras  | Emma Garrett   | [ 7 ]                                     |
| 2017      | Cuando los cerdos vuelen          | Esme           |                                           |
| 2017      | ¡Caíste!                          | Sarah Penu     |                                           |
| 2018      | ¡Al ritmo!                        | Avery          | Rol principal                             |
| 2018      | Kidding                           | Robyn          | [ 7 ]                                     |
| 2018-2020 | Coop y Cami                       | Peyton         | [ 7 ]                                     |
| 2019      | Guardería para abuelos            | Annie          |                                           |
| 2019      | Intentadores expertos             |                | Miniserie de televisión                   |
| 2020-2022 | Side Hustle                       | Presley        | Papel principal                           |
| 2020      | Reunión familiar                  | Astrid         |                                           |
| 2020      | ¡Al ritmo!: Back 2 School         | Avery          | Rol principal                             |
| 2020      | Group Chat                        | Sí misma       | Anfitrión; 13 episodios                   |
| 2020      | All That                          | Sí misma       | Episodio 1131                             |
| 2020      | The Sleepover                     | Laura Forester | [ 10 ]                                    |
| 2023      | The Really Loud House             | Kiki Carlyle   | Episodio: "Heart and Soul"                |
| 2025      | Goosebumps                        | Cece           | Rol principal (temporada 2); Próximamente |

## Premios y nominaciones
| Año  | Premio              | Nominado                                                                | Categoría                                          | Resultado | Referencias |
| ---- | ------------------- | ----------------------------------------------------------------------- | -------------------------------------------------- | --------- | ----------- |
| 2025 | Kids' Choice Awards | Ella misma por su papel de Cece Brewee en Goosebumps: The Disappearance | Estrella de televisión femenina favorita (familia) | Nominada  | [ 11 ]      |